# Clesles
Clesles es una comuna francesa situada en el departamento de Marne, en la región de Gran Este.

## Demografía
| 506 | 508 | 474 | 477 | 463 | 478 | 614 |
| Para los censos de 1962 a 1999 la población legal corresponde a la población sin duplicidades (Fuente: INSEE [Consultar]) |     |     |     |     |     |     |